# Alberto Delgado Pérez
Alberto Delgado Pérez (* 11. März 1978 in Havanna) ist ein ehemaliger kubanischer Fußballspieler.

## Karriere

### Verein
Delgado spielte von 1998 bis 2001 im Campeonato Nacional de Fútbol, der höchsten kubanischen Spielklasse, für die Fußballauswahl Havannas. Im Januar 2002 setzte er sich zusammen mit Teamkollege Rey Ángel Martínez während des in Los Angeles ausgetragenen CONCACAF Gold Cup vom kubanischen Nationalteam ab, um in den USA bleiben und eine Profikarriere beginnen zu können. 
In den USA spielte er ab 2004 zuerst für Colorado Rapids in der Major League Soccer. Dort war er nach seinem Landsmann Rey Ángel Martínez der zweite Kubaner in der Geschichte der MLS. Von 2005 bis 2008 spielte er beim Puerto Rico Islanders FC in der USL First Division, der damaligen zweiten Stufe in der amerikanischen Fußballliga. 2008 wurde er an den Sevilla FC Bayamón in der Puerto Rico Soccer League, der 2008 neu eingeführten obersten Profi-Spielklasse in Puerto Rico, verliehen. Auf Anhieb sicherte sich der Klub die erste offizielle Meisterschaft, wobei Delgado sieben Treffer gelangen. Dadurch qualifizierte sich der Verein für die CFU Club Championship 2009. Der SFCB schied dann aber bereits in der ersten Runde nach 3:3 und 0:2 gegen Hoppers FC aus Antigua und Barbuda aus. Zu Folgesaison benannte sich der Klub in Sevilla FC Juncos um. Die Titelverteidigung verpasste der Klub knapp.

### Nationalmannschaft
Vor seinem Wechsel ins Ausland war Delgado regelmäßig im Aufgebot für die kubanische Fußballnationalmannschaft. Er absolvierte zwischen 1998 und 2002 insgesamt 22 Spiele für seine Landesauswahl. Zuvor durchlief er bereits Nachwuchsmannschaften des Verbandes. In den Spielen für die Nationalmannschaft erzielte er vier Tore. 1998 war der Angreifer im Aufgebot für die Copa Caribe und im Jahr darauf für die Panamerikanischen Spiele. 2002 war er im Kader von Trainer Miguel Company beim CONCACAF Gold Cup. Sein Turnierdebüt gab der Offensivspieler am 21. Januar 2002 gegen die USA. Auch im zweiten Vorrundenspiel kam Delgado zum Einsatz. Neben ihm waren es nur Alexánder Cruzata, Alexander Driggs, Yénier Márquez, Odelín Molina und Liván Pérez, die keine einzige Wettbewerbsminute verpassten.

## Erfolge
- Puerto-Ricanischer Fußballmeister mit Sevilla FC Bayamón: 2008